# BMW Hydrogen 7
La BMW Hydrogen 7 è un'automobile a idrogeno a produzione limitata costruita dalla BMW. Il veicolo è basato su un modello tradizionale a benzina della linea serie 7, nello specifico si tratta della 760Li. La Hydrogen 7 monta lo stesso motore V12 da 6 litri che è installato sulle 760i e 760Li; è stato però modificato, permettendo la combustione dell'idrogeno oltre quella della benzina, facendone un motore ibrido bivalente. A differenza di molte automobili alimentate a idrogeno come quelle prodotte da Honda, General Motors e Daimler Chrysler (che utilizzano la tecnologia a celle a combustibile che producono energia elettrica) la Hydrogen 7 brucia l'idrogeno in un motore a combustione interna.

## Produzione

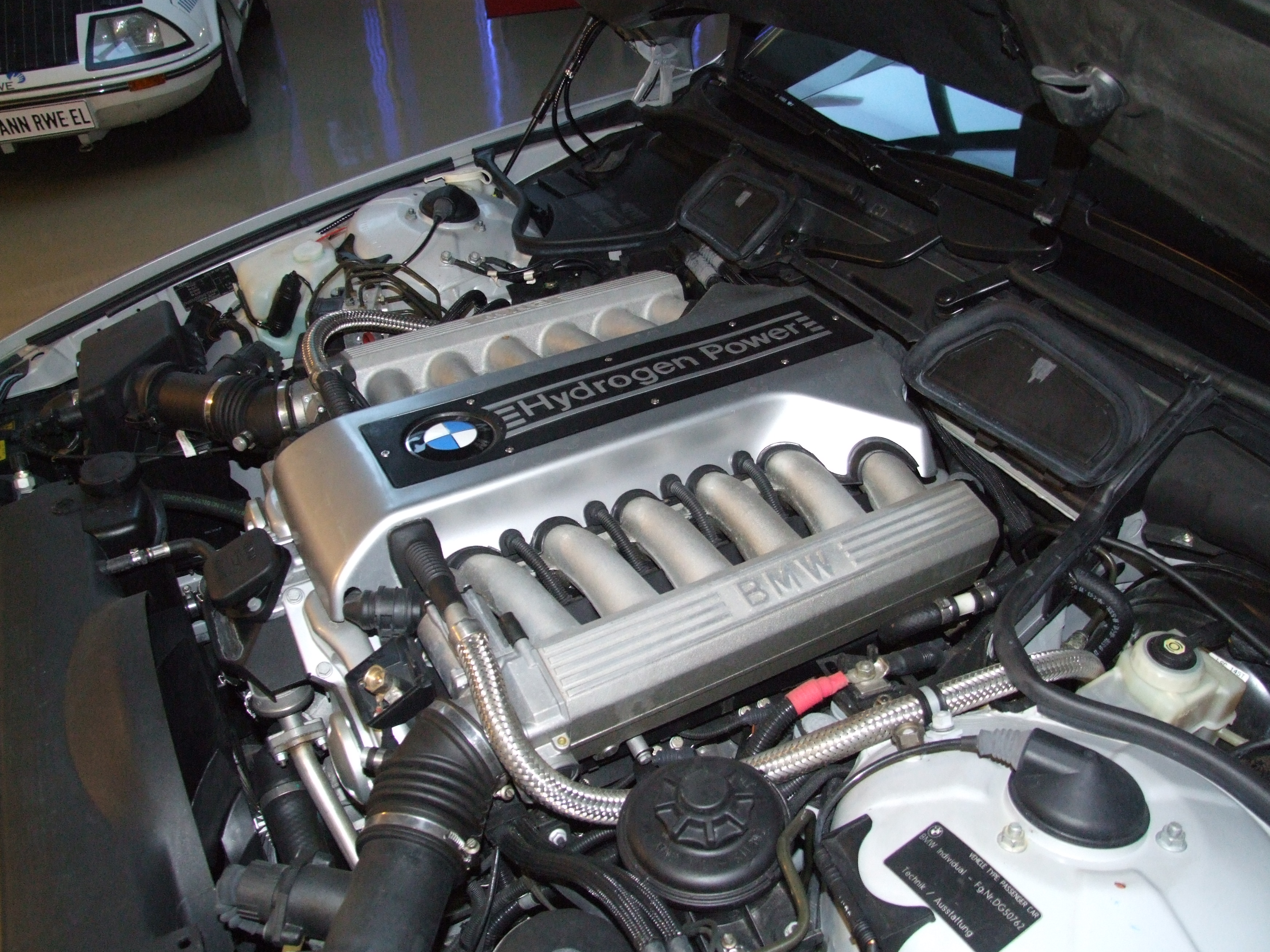
Il motore a idrogeno da 12 cilindri della BMW Hydrogen 7

La BMW afferma che la Hydrogen 7 è la prima auto a idrogeno pronta per la produzione in serie. Tuttavia finora il modello è stato messo in commercio solamente sotto contratti d'affitto di alto profilo. Sono stati prodotti solo 100 esemplari per testarne la tecnologia, ed è stato deciso di interrompere la produzione. La casa ha scelto personalità pubbliche quali politici, professionisti della comunicazione, manager e grandi nomi nell'industria dell'intrattenimento come il regista premio Oscar Florian Henckel von Donnersmarck, e il presidente degli autonoleggi Sixt, Erich Sixt, perché considerati "ambasciatori ideali" dell'idrogeno come combustibile, e capaci di diffondere la consapevolezza del bisogno di queste tecnologie. In Italia la Hydrogen 7 è stata parte delle flotte di alcuni eventi dello spettacolo, come il Festival Internazionale del Film di Roma del 2007 e del 2008, e per il "La finestra tour" dei Negramaro.
C'è il dubbio che un'auto come questa possa mai entrare in produzione su larga scala, anche se la tecnologia dell'idrogeno dovesse raggiungere il livello di fattibilità economica, e se si avessero le infrastrutture richieste per avere una reale domanda di veicoli a idrogeno. 
- Infatti la Hydrogen 7 consuma più carburante di molti camion con i suoi 13,9 L/100 km a benzina e 50 L/100 km a idrogeno. La differenza di consumi deriva dalla diversa densità di energia tra la benzina che fornisce 34,6 MJ/L e l'idrogeno liquido che invece produce 10,1 MJ/L. Basandosi su queste cifre, ci si aspetta un utilizzo di 47,6 L/100 km, che è molto vicino ai 50 dichiarati.
- C'è chi pone in dubbio l'ecocompatibilità del combustibile a idrogeno (sia convertito in elettricità nelle celle a combustibile, sia bruciato in un motore a scoppio). In particolare considerando che la produzione di idrogeno liquido richiede una grande quantità di energia[7], a meno che non si utilizzino fonti rinnovabili come l'energia solare o eolica.
- Inoltre questo modello sarebbe stato anche più caro della tradizionale 760 Li (anche se non è mai stato annunciato un prezzo di listino), che era la berlina più grande e costosa della BMW.
- Infine nell'anno di uscita dell'auto, il 2006, esistevano solo cinque stazioni di servizio in tutto il mondo compatibili con la tecnologia di rifornimento della BMW.

## Utilizzo della tecnologia a idrogeno

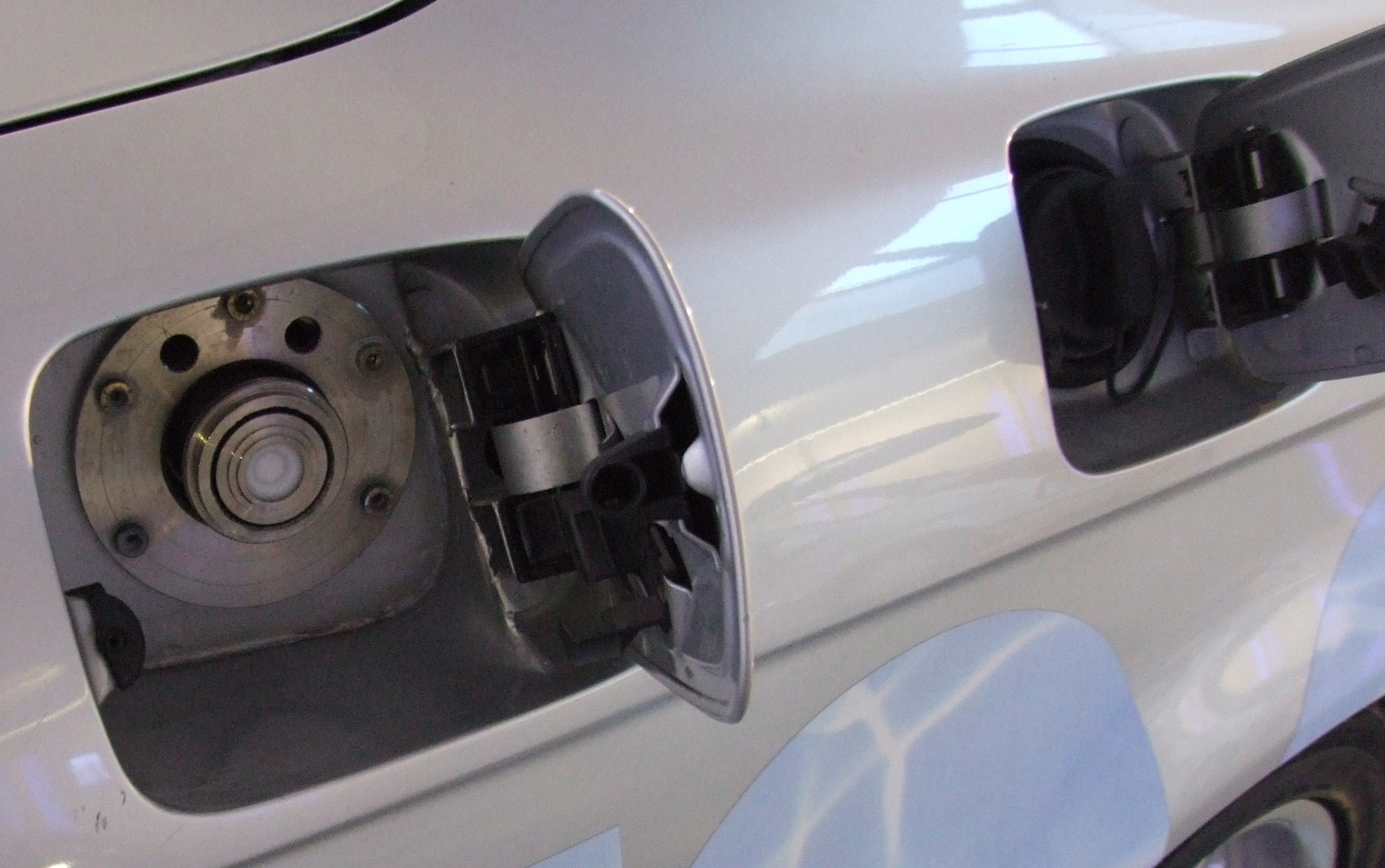
A sinistra il bocchettone per l'idrogeno, sulla destra quello per la benzina

La BMW Hydrogen 7 usa l'idrogeno in maniera diversa rispetto ai veicoli con tecnologia a celle a combustibile. A differenza di questi ultimi in cui l'energia dell'idrogeno è convertita in elettricità, nella modalità a idrogeno della BMW, il combustibile è iniettato direttamente nel collettore di aspirazione per essere bruciato nei cilindri del motore. Secondo la casa tedesca, questo è un utilizzo più efficiente dell'idrogeno. L'auto può anche passare senza soluzione di continuità dall'alimentazione a idrogeno a quella a benzina tramite un pulsante sul volante, e ovviamente è programmata per farlo automaticamente quando uno dei due carburanti si esaurisce.
L'idrogeno è immagazzinato in forma liquida in un grande (quasi 110 litri) serbatoio a parete doppia altamente isolato. I tecnici della BMW affermano che lo stoccaggio allo stato liquido offre il 75% di energia per unità di volume in più rispetto a quel che si avrebbe con idrogeno gassoso a 700 bar di pressione. Tra i due gusci del serbatoio vi è un isolamento a vuoto per avere il minimo trasferimento di calore possibile, ed è presumibilmente equivalente a uno strato di polistirolo di 17 metri.
Per rimanere liquido, l'idrogeno deve essere raffreddato e mantenuto a temperature criogeniche inferiori a -253 °C. Quando il liquido non viene utilizzato, il serbatoio dell'auto comincia a riscaldarsi e a far evaporare l'idrogeno. Quando la pressione interna raggiunge un valore prossimo ai 600 kPa, dopo circa 17 ore di inutilizzo, il gas viene automaticamente sfogato. A causa di ciò, dopo 10-12 giorni il serbatoio ha perso l'intero contenuto di carburante.

## Caratteristiche tecniche
L'automobile è spinta da un motore V12 da 6 litri in grado di erogare una potenza di 191 kW pari a 260 CV e 390 Nm di coppia sia alimentato a benzina verde sia a idrogeno. La Hydrogen 7 può raggiungere i 100 km/h da ferma in 9,5 secondi. Il serbatoio di idrogeno contiene circa 8 kg di liquido, sufficienti per un'autonomia di 200 km. Quello per la benzina ha una capacità di 74 litri, abbastanza per un viaggio di 500 km, per un'autonomia totale di circa 700 km. Il peso a vuoto del veicolo è di circa 2 300 kg, quasi 250 kg più pesante della 760Li.